# Réquiem en do menor
El Réquiem en do menor para coro mixto fue compuesto en 1815 por Luigi Cherubini y estrenado el 21 de enero de 1817 en la Abadía de San Dionisio en memoria del rey Luis XVI y para conmemorar el aniversario de su ejecución. Tuvo un gran éxito, aunque también fue polémico por el uso de un coro mixto, lo que no gustó a las autoridades religiosas.
Es el primero de los dos réquiem que compuso Luigi Cherubini. Se trata de un sereno homenaje el monarca francés Luis XVI realizado 23 años después de su fatídica muerte, en 1816. Más allá de las dedicatorias, la importancia del Réquiem en do menor del maestro italiano se encuentra en su espíritu de renovación dentro del género de la música funeraria: su grandiosidad, que se hace especialmente evidente en el Dies Irae, que marcará las pautas de la misa de difuntos romántica. La oscuridad de la instrumentación y la ausencia de voces solistas forman una poderosa combinación que determina la sonoridad regia, sombría e introspectiva de la obra.

## Origen y contexto
Cherubini, aunque nacido en Italia, pasó la mayor parte de su carrera en París. Allí escribió un gran número de óperas principalmente en el estilo napolitano, pero pronto empezó a estar fuera de sintonía con la moda de París para la gran ópera italiana. En consecuencia Cherubini se retiró de la composición por un tiempo. Pronto pasó a ser una figura prácticamente olvidada, pero la estrella de Cherubini comenzó a brillar de nuevo después de la restauración de los Borbones al trono de Francia y en 1816 fue nombrado surintendant de la musique para la familia real. Cherubini se convirtió sin duda en el hombre más influyente en la música francesa con su nombramiento como director del Conservatorio de París en 1822, cargo que ocupó hasta su muerte veinte años después.
En 1809 Cherubini había sido impulsado por el éxito de su Misa en fa mayor, llamada Misa de Chimay, que fue un encargo inesperado del príncipe de Chimay. Cherubini comenzó a componer una importante cantidad de obras sacras corales incluyendo un gran número de motetes; varias misas y dos réquiems notables. El primero de los dos es este Réquiem en do menor para coro mixto, completado en 1816. Un segundo Réquiem en re menor para voces masculinas fue escrito en 1836 con la intención de que se realizara en el mismo funeral de Cherubini.
La iglesia de la abadía de San Denís fue el lugar de descanso establecido por los reyes de Francia desde hacía varios siglos. Durante la revolución, las tumbas reales en San Denís sufrieron considerables profanaciones. En 1815 los restos parciales de Luis XVI y María Antonieta fueron recuperados de un cementerio público y llevados a San Denís para ser enterrados de nuevo en la cripta.

## Representaciones
El Réquiem en do menor fue estrenado en 1817 en un concierto en la cripta de San Denís para conmemorar el aniversario de la muerte del exrey de Francia, Luis XVI y su esposa María Antonieta, que habían sido ejecutados en 1793 durante la revolución francesa.
Pronto se convirtió en un gran éxito y se pudo sentir ampliamente por Europa; incluso fue tocado en el funeral de Beethoven en 1827.

## Movimientos
El Réquiem consta de siete movimientos:
- Introitus et Kyrie
- Graduale
- Dies Irae
- Offertorum
- Sanctus
- Pie Jesu
- Agnus Dei

El sexto movimiento no corresponde estrictamente a la misa de difuntos. A diferencia de muchos otros compositores, incluye todas las estrofas de la Sequentia (Dies irae, Tuba mirum, Rex tremendae, etc.) en un solo movimiento. Todo el Réquiem tiene un carácter solemne y reposado, excepto en los dos movimientos centrales.
Se interpreta muy ocasionalmente.

## Discografía
| Año  | Director            | Orquesta                                                          | Etiqueta            |
| ---- | ------------------- | ----------------------------------------------------------------- | ------------------- |
| 1950 | Arturo Toscanini    | Coral de Robert Shaw, Orquesta Sinfónica de la NBC                | RCA Victor          |
| 1952 | Carlo Maria Giulini | Orquesta y Coro de la Academia Nacional de Santa Cecilia          | La voce del padrone |
| 1960 | Roger Wagner        | Coral de Roger Wagner, Orquesta Filarmónica Real                  | Angel Records       |
| 1961 | Luigi Toffolo       | Orquesta Filarmónica y Coro del Teatro Verdi de Trieste           | Philips             |
| 1978 | Lamberto Gardelli   | Coro y Orquesta Sinfónica de la Austrian Broadcasting Corporation | Philips             |
| 1980 | Riccardo Muti       | Orquesta Philharmonia                                             | EMI Classics        |